# Kręcica
Kręcica – rzeka w województwie łódzkim, lewy dopływ Widawki o długości 11,9 km.
Źródła znajdują się w okolicy miejscowości Krępa, uchodzi do Widawki na granicy gmin Dobryszyce i Kamieńsk, w okolicach miejscowości Pytowice (powiat radomszczański). Nad rzeką położona jest miejscowość Żaby.